# Massacre d'Hébron (1517)
Pour les articles homonymes, voir Massacre d'Hébron.
Le Massacre d'Hébron de 1517 est commis dans la ville d'Hébron en 1517 par des soldats turcs de l'empire ottoman durant lequel une grande partie de la communauté juive de cette ville fut assassinée. Ce massacre fut accompagné de viols et de pillages.

## Déroulement
Un compte rendu de ce massacre, qui intervint peu après que les Ottomans eurent pris le contrôle de la Palestine dans la guerre qu'ils firent aux Mamelouks de 1516 à 1517, fut rédigé par Japhet ben Manassé en 1518. Il relate l'attaque qui a été lancée par les troupes turques dirigées par Mourad Bey, l'adjoint du sultan de Jérusalem, et la manière dont les Juifs furent attaqués, battus et les femmes violées. Un grand nombre furent tués, leurs maisons et leurs commerces pillés et saccagés. Selon Fred Skolnik (en), « le fait que le représentant du sultan se soit donné la peine d'envoyer son armée piller Hébron […] prouve que les juifs d'Hébron avaient des biens considérables ». Alan David Crown, professeur émérite d'histoire des peuples sémites de l'Université de Sydney évoque une révolte locale contre le nouveau régime ottoman. 
Les survivants du massacre fuirent à Beyrouth. Seize ans plus tard, en 1533, une communauté juive se réinstalla à Hébron,,,.